# Euplexia figurata
Euplexia figurata là một loài bướm đêm trong họ Noctuidae.